# Höjdhopp för herrar i friidrott vid olympiska sommarspelen 1992
Höjdhopp för herrar vid olympiska sommarspelen 1992 i Barcelona avgjordes 31 juli och den 2 augusti. 

## Medaljörer
| Gren     | Guld                    | Guld   | Silver                   | Silver | Brons                                                              | Brons  |
| Höjdhopp | Javier Sotomayor · Kuba | 2,34 m | Patrik Sjöberg · Sverige | 2,34 m | Hollis Conway · USA Tim Forsyth · Australien Artur Partyka · Polen | 2,34 m |

## Resultat

### Final
- Hölls den 2 augusti 1992

| Placering           | Final                  | Höjd                     |
| ------------------- | ---------------------- | ------------------------ |
|                     | Javier Sotomayor (CUB) | 2.34 m (på 1:a försöket) |
|                     | Patrik Sjöberg (SWE)   | 2.34 m (på 2:a försöket) |
|                     | Artur Partyka (POL)    | 2.34 m (på 3:e försöket) |
| Tim Forsyth (AUS)   |                        | 2.34 m (på 3:e försöket) |
| Hollis Conway (USA) |                        | 2.34 m (på 3:e försöket) |
| 6.                  | Ralf Sonn (GER)        | 2.31 m                   |
| 7.                  | Troy Kemp (BAH)        | 2.31 m                   |
| 8.                  | Marino Drake (CUB)     | 2.28 m                   |
| 8.                  | Charles Austin (USA)   | 2.28 m                   |
| 9.                  | Dragutin Topić (IOP)   | 2.28 m                   |
| 11.                 | Gustavo Becquer (ESP)  | 2.24 m                   |
| 12.                 | Steve Smith (GBR)      | 2.24 m                   |
| 13.                 | Sorin Matei (ROU)      | 2.24 m                   |
| 14.                 | Georgi Dakov (BUL)     | 2.24 m                   |

### Kval
| Placering | Grupp A                    | Höjd   |
| --------- | -------------------------- | ------ |
| 1.        | Javier Sotomayor (CUB)     | 2.26 m |
| 2.        | Sorin Matei (ROU)          | 2.26 m |
| 3.        | Hollis Conway (USA)        | 2.26 m |
| 4.        | Georgi Dakov (BUL)         | 2.26 m |
| 5.        | Artur Partyka (POL)        | 2.26 m |
| 6.        | Tim Forsyth (AUS)          | 2.26 m |
| 7.        | Steinar Hoen (NOR)         | 2.23 m |
| 8.        | Ian Thompson (BAH)         | 2.23 m |
| 9.        | Darrin Plab (USA)          | 2.20 m |
| 10.       | Lee Jin-Taek (KOR)         | 2.20 m |
| 11.       | Yuriy Sergiyenko (EUN)     | 2.20 m |
| 12.       | Wolf-Hendrik Beyer (GER)   | 2.20 m |
| 13.       | Xu Yang (CHN)              | 2.20 m |
| 14.       | Arturo Ortíz (ESP)         | 2.15 m |
| 14.       | Dietmar Mögenburg (GER)    | 2.15 m |
| 16.       | Dalton Grant (GBR)         | 2.15 m |
| 16.       | Stevan Zorić (IOP)         | 2.15 m |
| 18.       | Khemraj Naiko (MRI)        | 2.10 m |
| 18.       | Kosmas Michalopoulos (GRE) | 2.10 m |
| 18.       | Hossein Shayan (IRI)       | 2.10 m |
| 21.       | Karl Scatliffe (IVB)       | 2.10 m |
| 22.       | Hilaire Onwanlele (GAB)    | 2.05 m |

| Placering | Grupp B                         | Höjd   |
| --------- | ------------------------------- | ------ |
| 1.        | Marino Drake (CUB)              | 2.29 m |
| 2.        | Steve Smith (GBR)               | 2.29 m |
| 3.        | Charles Austin (USA)            | 2.26 m |
| 3.        | Patrik Sjöberg (SWE)            | 2.26 m |
| 3.        | Dragutin Topić (IOP)            | 2.26 m |
| 6.        | Ralf Sonn (GER)                 | 2.26 m |
| 7.        | Gustavo Becquer (ESP)           | 2.26 m |
| 8.        | Troy Kemp (BAH)                 | 2.26 m |
| 9.        | Brendan Reilly (GBR)            | 2.23 m |
| 10.       | Lambros Papakostas (GRE)        | 2.20 m |
| 10.       | Håkon Särnblom (NOR)            | 2.20 m |
| 12.       | Igor Paklin (EUN)               | 2.20 m |
| 12.       | Lochsley Thomson (AUS)          | 2.20 m |
| 14.       | Alex Zaliauskas (CAN)           | 2.15 m |
| 14.       | David Anderson (AUS)            | 2.15 m |
| 16.       | Danny Beauchamp (SEY)           | 2.10 m |
| 16.       | Yacine Mousli (ALG)             | 2.10 m |
| 16.       | Abdullah Mohamed Al-Sheib (QAT) | 2.10 m |
| 19.       | Cho Hyun-Uk (KOR)               | 2.10 m |
| 20.       | Fakhraldien Gor (JOR)           | 2.05 m |
| —         | Clarence Saunders (BER)         | NM     |